# Sanación zeta
ThetaHealing ( Sanación zeta en español) es la marca registrada de un proceso de meditación creado por Vianna Stibal en 1995. ThetaHealing pretende desarrollar la intuición natural a través del cambio del ciclo de ondas cerebrales a ondas theta con la intención de explorar cómo la energía emocional afecta la salud de una persona. ThetaHealing es una práctica pseudocientífica y, por lo tanto, es criticada por su enfoque esotérico de la meditación.

## Meditación proceso
ThetaHealing generalmente se administra en forma de sesiones individuales en las que el practicante se sienta directamente frente a la persona e inicialmente atiende a la persona escuchándola y usando preguntas de sondeo. Pueden también realizarse sesiones vía telefónica o por Internet a través de videoconferencia.
La técnica de ThetaHealing se basa en la idea de que las creencias en la mente consciente e inconsciente de una persona impactan directamente en su bienestar emocional, lo que puede afectar a su vez la salud física.
Sus promotores afirman que la técnica también puede utilizarse como un método diario de automeditación y autointrospección. La idea es que el sujeto en cuestión pueda identificar y sustituir las llamadas «creencias» desde cuatro niveles diferentes: nivel de creencias fundamentales, nivel genético, nivel histórico y nivel del alma.
El objetivo final sería mejorar la salud y el bienestar, Vianna afirma: "El trabajo de creencias o indagación nos permite eliminar y sustituir los patrones y creencias negativos por otros positivos y beneficiosos."

## Filosofía
La filosofía de ThetaHealing se basa en lo que Vianna Stibal, naturópata estadounidense, llama "los siete planos de existencia". Según ella, estos niveles de existencia construyen un marco para mostrar la importancia del "Creador de todo lo que es" (cuyo nivel superior también se describe como el "Lugar del amor perfecto").
Los siete planos de existencia explicarían el mundo físico y espiritual en relación con el movimiento de los átomos y las partículas, con  el "séptimo plano" constituyendo "la fuerza vital que lo crea todo".
Además, los practicantes e instructores de la técnica estarían abiertos a todo el mundo, independientemente de su origen o religión.
La técnica Theta Healing, según la fundadora Vianna Stibal, siempre se enseña para ser utilizada en conjunto con la medicina convencional.

## Críticas y eficacia
La filosofía de ThetaHealing ha sido criticada por su naturaleza esotérica y basada en la fe, así como por la abrumadora falta de evidencia de la efectividad de los métodos.
El método ThetaHealing también ha sido criticado como "criminal" y "no respaldado por ningún tipo de evidencia" por Edzard Ernst.
La Oficina de Ciencia y Sociedad de la Universidad McGill señaló que durante un experimento  controlado ThetaHealing no solo no aumentó la actividad de la ondas theta, sino que "hizo exactamente lo contrario. La actividad theta en general disminuyó".
ThetaHealing a menudo emplea el método de kinesiología aplicada, después de poner a los pacientes en una meditación profunda. Incluso a pesar de que la práctica de la kinesiología aplicada ha sido muy criticada y los estudios han demostrado que carece de valor clínico.
ThetaHealing ha sido criticada por la Universidad McGill por no tener como objetivo el bienestar, sino ganar dinero. En efecto, para inscribirse en un curso de ThetaHealing que enseña que "el dinero es una ilusión", hay que pagar un total de setecientos cincuenta dólares. Otros cursos de ThetaHealing incluyen cursos que enseñan cómo "activar las 12 hebras de ADN en cada participante", a pesar de que el ADN no se divide en 12 hebras.